# Provinz Manica
Manica ist eine Provinz im Westen Mosambiks.

## Geographie
Manica hat eine Fläche von ungefähr 61.661 km². Sie grenzt an die Provinzen Tete, Gaza, Inhambane und Sofala sowie an den Staat Simbabwe. Hauptstadt ist Chimoio. Sie hat etwa 171.056 Einwohner.
Der höchste Berg Mosambiks, der Monte Binga, liegt mit seinen 2436 m in dieser ansonsten sehr hügeligen Landschaft nahe der Grenze zu Simbabwe. Im Norden wird die Provinz vom Sambesi begrenzt.

## Administrative Gliederung
Die Provinz Manica ist gegliedert in neun Distrikte und 34 Verwaltungsgebiete. Die Distrikte sind:
- Bárue
- Gondola
- Guro
- Machaze
- Macossa
- Manica
- Mossurize
- Sussundenga
- Tambara

## Bevölkerung
In der Provinz leben 1.945.994 Menschen (Zensus 2017). Sie gehören vor allem zu den Ethnien der Shona und Sena.

## Wirtschaft
Die Bewohner leben vorwiegend von der Subsistenzwirtschaft. Hauptnahrungsmittel sind Mais, Maniok und Ziegenfleisch. Die Landwirtschaft wird durch das regenreiche und milde Klima begünstigt. Cashewnüsse waren einst ein wichtiges Exportprodukt.

## Geschichte
Um 1500 verdrängten Bantus die dort seit ca. 6000 vor Chr. lebenden Khoisan. Ab dem 8. Jahrhundert gehörte die Region zum Einflussgebiet von Munhumutapa-Reich und stand in Handelsbeziehungen mit arabisch-suahelischen Händlern in den Küstenregionen. Mit der Kolonialzeit kam die Region unter portugiesischen Einfluss.